# Trichomalopsis exigua
Trichomalopsis exigua är en stekelart som först beskrevs av Walker 1834.  Trichomalopsis exigua ingår i släktet Trichomalopsis och familjen puppglanssteklar. Arten är reproducerande i Sverige. Inga underarter finns listade i Catalogue of Life.